# Świegocin
Świegocin – część wsi Korzenna w Polsce, położona w województwie małopolskim, w powiecie nowosądeckim, w gminie Korzenna.